# (59) Elpis
Elpis és l'asteroide número 59 de la sèrie. Es tracta d'un asteroide molt gran, molt fosc i carbonós en composició de tipus C del cinturó principal. Jean Chacornac (1823-1873) el va descobrir a París el 12 de setembre del 1860, i va ésser el sisè, i el darrer, asteroide que va descobrir. S'anomenà Elpis per la deessa de la mitologia grega de l'esperança, Elpis.